# Суд сумасшедших
«Суд сумасше́дших» — советский широкоформатный научно-фантастический фильм, политический памфлет.
Широкоформатный вариант выпущен в прокат 26 апреля 1962 года, широкоэкранный вариант — 2 декабря 1963 года. Фильм демонстрировался по трёхплёночной системе «Кинопанорама» в ряде панорамных кинотеатров СССР.

## Сюжет
Германия, 1930-е годы. Молодой учёный профессор Иоганнес Вернер открыл лучи животворящей силы. Учёный отказывается отдать своё изобретение для использования в военных целях и, разбив аппаратуру, бежит в США, где долгое время скрывается под фамилией Мартини. Однажды, получив приглашение в военно-промышленный концерн для ознакомления с новым европейским изобретением, Вернер встречает своего бывшего ученика Грубера. Предатель и фашист Грубер по украденным схемам восстановил прибор профессора и демонстрирует его как своё изобретение. Вернер отклоняет предложение о сотрудничестве и на заседании в зале научных ассоциаций, открыв своё настоящее имя, решительно выступает с разоблачениями преступных замыслов реваншистов.

## В ролях
| Актёр                | Роль                              |
| -------------------- | --------------------------------- |
| Василий Ливанов      | Иоганнес Вернер                   |
| Ирина Скобцева       | Сузи Хаггер                       |
| Виктор Хохряков      | Зигфрид Грубер                    |
| Владимир Белокуров   | Фред Хаггер                       |
| Владимир Емельянов   | Абрагам Хаггер                    |
| Андрей Кончаловский  | Майкл Хаггер                      |
| Александр Смирнов    | директор психиатрической больницы |
| Лидия Сухаревская    | Юлиана Грей                       |
| Михаил Козаков       | Мишель                            |
| Георгий Черноволенко | директор концерна                 |
| Владимир Балашов     | сенатор                           |
| Юрий Яковлев         | журналист Ричард Старк            |
| Ольга Красина        | Клэр                              |
| Майя Булгакова       | Грета Норман                      |
| Гарри Дунц           | Курт                              |
| Ариадна Шенгелая     | Регина Майер                      |
| Роман Хомятов        | Генри Браун                       |
| Роберт Росс          | Джонни                            |
| Нонна Тен            | Мисуки                            |
| Павел Павленко       | Сибелиус Фтор                     |
| Николай Бурляев      | сын Сузи Сэм Хаггер               |
| Павел Шпрингфельд    | санитар Билл                      |
| Михаил Орлов         | эпизод                            |

## Съёмочная группа
- Автор сценария — Григорий Рошаль
- Режиссёр — Григорий Рошаль
- Операторы: Леонид Косматов, Борис Арецкий
- Художник — Иосиф Шпинель
- Художник по костюмам — Вера Аралова
- Композитор — Моисей Вайнберг
- Звукорежиссёр — Лев Трахтенберг

## Критика
Фильм вызвал много споров.

Труднейшая задача создания политического фильма-памфлета не была решена авторами до конца. Но это не значит, что фильм был полной неудачей, как считали некоторые рецензенты.

А. С. Кончаловский (Михалков-Кончаловский) вспоминал, что он «снимался у Рошаля в совершенно невероятной по бессмысленности картине, называвшейся „Суд сумасшедших“, — мы все называли её „Суп сумасшедших“».
Однако фильм интересен своим изобразительным решением. Журнал «Техника кино и телевидения» писал, что «многие изобразительные и технические приёмы, разработанные Л. В. Косматовым 
для этого фильма, расширили арсенал операторских выразительных средств».

Стремление оператора разнообразить приёмы, стремление чисто изобразительно «прикрыть» недостаточно глубокую разработку характеров и драматургические пробелы привело к тому, что местами пластические эффекты становятся чересчур заметными, местами появляется вообще-то совсем не свойственное Косматову украшательство. Но в целом по линии операторской «Суд сумасшедших» можно оценить как примечательную работу, в которой было найдено много интересных решений, вошедших в арсенал изобразительных средств и самого Косматова и других операторов, снимающих широкоформатные фильмы.